# Podu Coșnei, Suceava
Podu Coșnei (în maghiară Pojanatelep) este un sat în comuna Coșna din județul Suceava, Bucovina, România.
 Acest articol despre o localitate din județul Suceava este deocamdată un ciot. Puteți ajuta Wikipedia prin completarea lui.